# Fritz Novotny (Architekt)
Fritz Novotny (* 14. Mai 1929 in Leitmeritz, Tschechoslowakei; † 17. Dezember 2018) war ein deutscher Architekt und Stadtplaner.

## Leben und Werk
Fritz Novotny besuchte die Staatsbauschule in Tetschen. Nach dem Krieg siedelte die Familie nach Groß-Gerau über. Mit seinem Jugendfreund Arthur Mähner gründete er 1950 dort das Architekturbüro Novotny Mähner. Aus der engen Freundschaft der beiden erwuchs für ein Studium an der Technischen Hochschule Darmstadt ein besonderes Studienmodell: Beide studierten hintereinander. Jeweils einer studierte, während der andere im gemeinsamen Büro für beide das Geld verdiente. Von Anfang an waren sie ihren Vorbildern Frank Lloyd Wright, Le Corbusier und Mies van der Rohe verpflichtet.

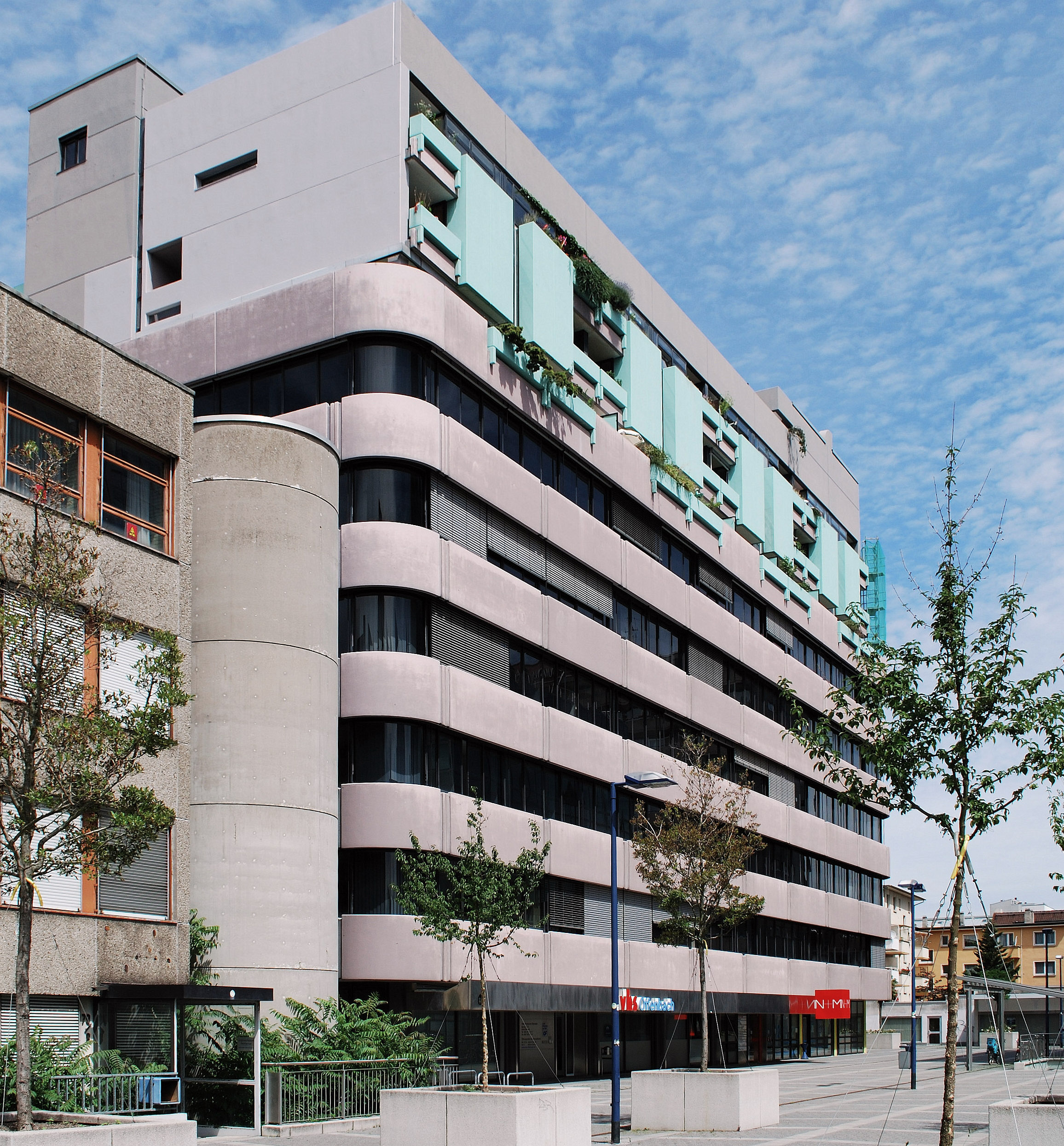
N+M-Haus in Offenbach am Main, Berliner Straße 77; erbaut 1969–1971 durch die Architekten Novotny und Mähner; seit 2015 unter Denkmalschutz

Ende der 1950er Jahre gewannen sie den Architekturwettbewerb für das Stadtkrankenhaus in Offenbach am Main. Diesen Auftrag nahmen sie zum Anlass, ihr Büro nach Offenbach zu verlagern und in einem Hinterhof in der Johannes-Morhart-Straße im Nordend neu anzufangen. Zusammen mit Fritz Reichard bauten sie von 1966 bis 1974 dieses Großklinikum in Offenbach. 1972 bezogen Novotny und Mähner ihren in der Innenstadt von Offenbach errichteten Neubau. Das als N+M Haus bezeichnete Wohn- und Geschäftshaus wurde 2015 als „bedeutendes Zeugnis der Epoche“ unter Denkmalschutz gestellt.
Das Architekturbüro Novotny und Mähner beschäftigte zeitweise bis zu 250 Mitarbeiter und zählte zu den größten Architekturbüros in Deutschland mit Zweigbüros in Berlin, Bielefeld, Bonn, Bozen, Darmstadt, Luxemburg, Meran und München. Zu ihren Bauaufgaben zählten Krankenhäuser und Großkliniken im In- und Ausland, Büro- und Verwaltungsgebäude, Flughafengebäude, Sozialeinrichtungen, Rathäuser, Schwimmbäder, Schulen und Hochschulen, Feuerwehrstützpunkte und Hotelanlagen.
Ein besonderes Anlegen von Fritz Novotny waren städtebauliche Planungsaufgaben. So arbeitete er an Stadtteilplanungen der Dienstleistungszentren auf dem Mönchhof-Gelände in Kelsterbach, den Stadtteilen Kaiserlei in Offenbach und City West in Frankfurt sowie für die Bürostadt Mannesmann in Düsseldorf.
Fritz Novotny war von 1968 bis 1975 Gründungspräsident der Architektenkammer Hessen AKH (heute Architekten- und Stadtplanerkammer Hessen). 1969 wurde er zum Vizepräsidenten und 1974 zum Präsidenten der Bundesarchitektenkammer BAK gewählt.
Auch in der Lehre war Fritz Novotny tätig. Ab 1971 unterrichtete er als Lehrbeauftragter an der Gesamthochschule Kassel Architektur und Landschaftsarchitektur. 1973 wurde er an diesem Fachbereich als Honorarprofessor berufen.
Fritz Novotny war ein leidenschaftlicher Sammler Naiver Kunst. 1977 veröffentlichte er einen Bildband mit Arbeiten u. a. von Iwan Generalic, Matija Skurjeni, Pietro Ghizzardi und Josef Wittlich, mit Schwerpunkt auf Künstler seiner böhmischen Heimat.